# Matija Berljak
Matija Berljak (Cirkovljan, župa Prelog, 1945.), hrvatski katolički svećenik, crkveni pravnik i prevoditelj.

## Životopis
Rođen 1945. u Cirkovljanu, župa Prelog. Diplomirao je teologiju u Zagrebu, završio kanonsko pravo i moralnu teologiju u Rimu. Godine 1977. je doktorirao i dobio nagradu Papinskog sveučilišta Gregorijane. Zaređen je za svećenika 1970., bio je imenovan prebendarom, pa kanonikom, vršio je službu kalničkoga i turopoljskog arhiđakona.
Redoviti je profesor i pročelnik Katedre kanonskog prava Katoličkoga bogoslovnog fakulteta Sveučilišta u Zagrebu, a predavao je i na Teologiji u Đakovu te kao gost na Pravnom fakultetu u Zagrebu i na Scuola di formazione teologica u Pisi u Italiji. Bio je ravnatelj sudske pisarne, savjetnik i promicatelj pravde, zatim sudac Nadbiskupskoga ženidbenog suda i sudski vikar Međubiskupijskoga prizivnog suda u Zagrebu.
Autor je knjiga, priručnika i članaka, a njegov znanstvenoistraživački rad je usmjeren istraživanju pravne znanosti, njezine povijesti, kanonskopravnog nazivlja; prevodi izvore, tumači i analizira pravne propise, a zapaženi su njegovi članci o Josipu Pazmanu, Marku Antunu de Dominisu, Hugu Grotiusu, Galileu Galileiju... Djela: trilogija Posvetiteljska služba Crkve (Sakramenti ozdravljenja i dr.), Kumovi i svjedoci te dr.